# 1079
1079 (MLXXIX) fue un año común comenzado en martes del calendario juliano.

## Acontecimientos
- Batalla de Cabra
- Alfonso VI toma la ciudad de Coria, que volvió a poder musulmán tras su muerte en 1109.

## Nacimientos
- Pedro Abelardo, escritor y filósofo francés.
- San Isidro Labrador, santo y patrón de Madrid